# Calmar géant
Architeuthis dux, Architeuthis, Architeuthidae
Ne doit pas être confondu avec Calmar colossal.
Famille
Genre
Espèce
Statut de conservation UICN

 LC  : Préoccupation mineure
Le calmar géant (Architeuthis dux) est une espèce de    céphalopodes décapodiformes (céphalopodes décapodes), seul représentant de son genre (Architeuthis) et de sa famille (Architeuthidae).
Il peut atteindre de grandes dimensions. Selon des estimations récentes, les femelles mesurent jusqu'à 13 mètres, tandis que les mâles atteignent 10 mètres, des nageoires postérieures à la pointe des deux longs tentacules. Le manteau mesure environ 2 mètres de long, et la longueur du calmar en excluant ses tentacules dépasse rarement 5 mètres. Les observations de spécimens mesurant 20 mètres ou plus ne sont scientifiquement pas documentées.
Le nombre d'espèces différentes de calmar géant fut longtemps débattu, mais des recherches en biologie moléculaire ont suggéré qu'une seule espèce existe.

## Description

### Mensurations

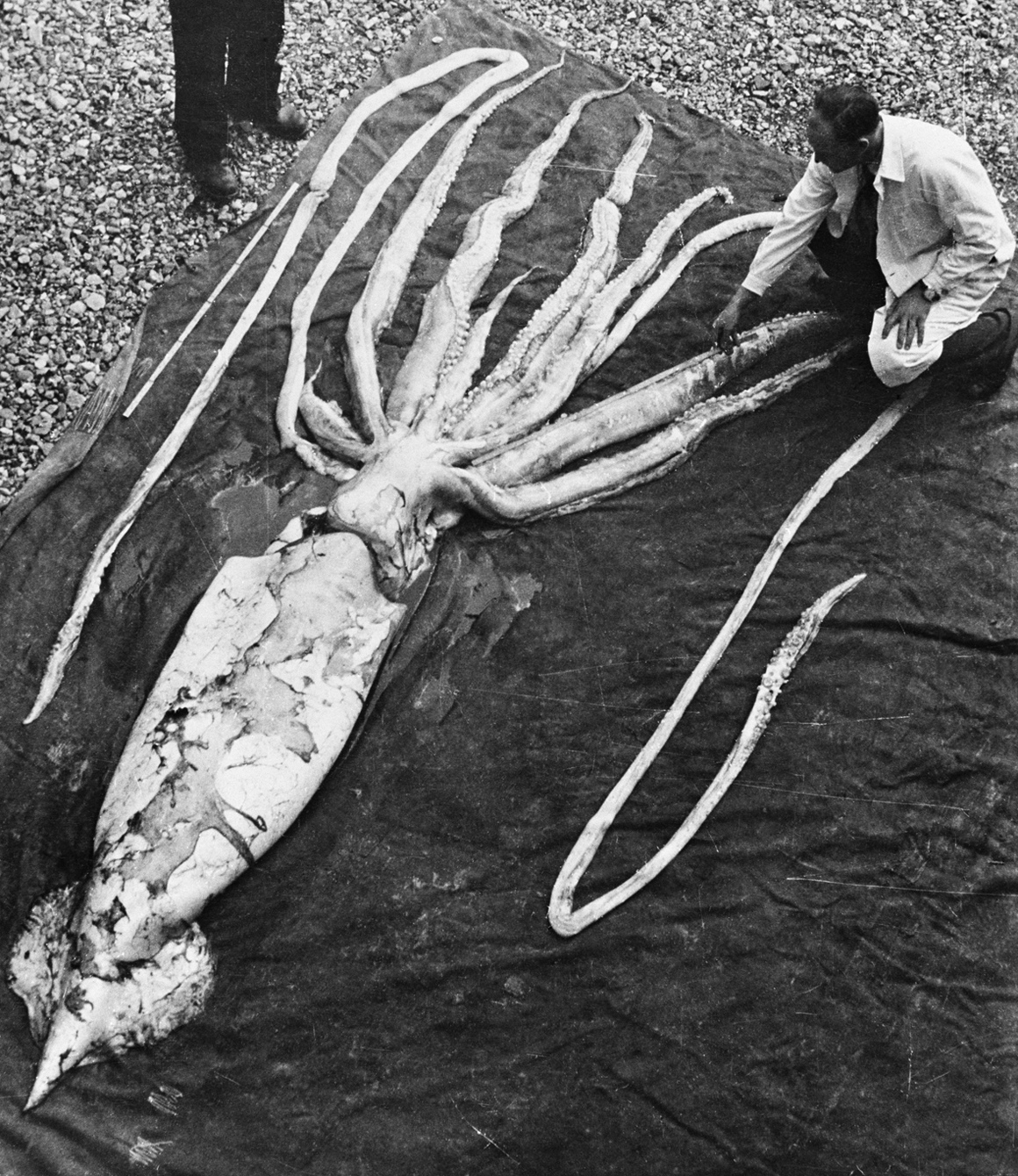
Un calmar géant mesurant 9.2 m de longueur.

Le calmar géant est le deuxième plus grand mollusque et l'un des plus grands de tous les invertébrés existants. Il est seulement dépassé par le calmar colossal, qui peut avoir un manteau presque deux fois plus grand. Plusieurs céphalopodes éteints, comme les Vampyromorphides du Crétacé Tusoteuthis, les coleoïdes du Crétacé Yezoteuthis et les nautiloïdes de l'Ordovicien Cameroceras atteignaient peut-être des mensurations encore plus grandes.

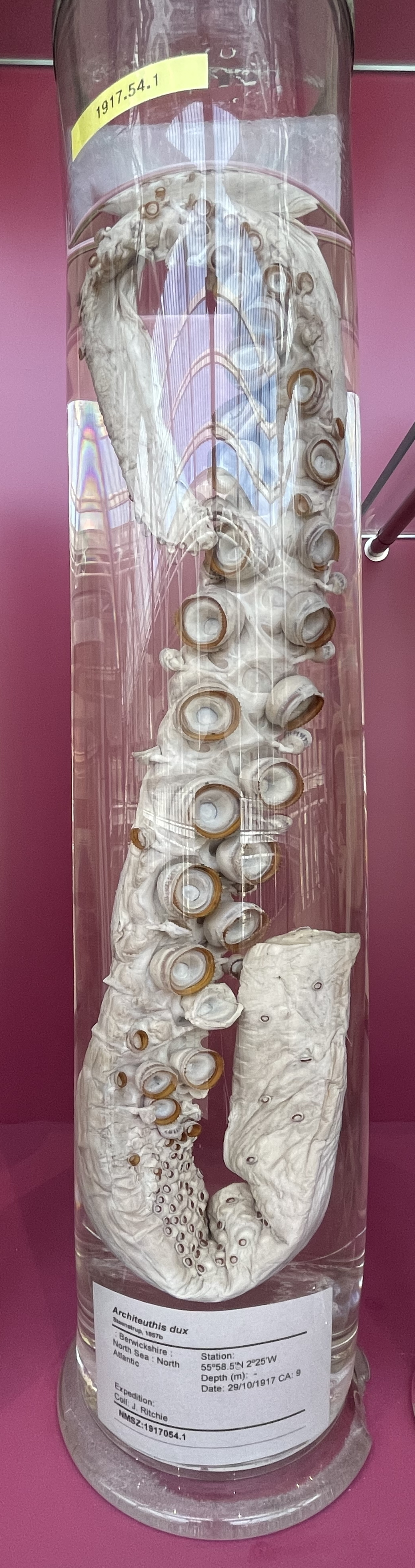
Tentacule (dans le formol). Musée national d’Écosse, Édimbourg, Royaume-Uni.

La taille maximale du calmar géant n’est pas connue avec exactitude et sa longueur totale a souvent été exagérée. Des rapports de spécimens atteignant et même dépassant 20 m sont très répandus, mais ils n'ont jamais été scientifiquement documentés. Ces longueurs ont probablement été observées à la suite de l'étirement des deux tentacules assez élastiques.
Selon l'étude de 130 spécimens et de becs trouvés dans l'estomac de grands cachalots, le manteau du calmar géant ne dépasse pas 2,25 m. En incluant la tête et les bras, mais en excluant les tentacules, la longueur dépasse très rarement 5 m. La longueur totale maximale allant des nageoires postérieures à la pointe des deux longs tentacules, mesurée post-mortem, est estimée à 13 m pour les femelles et 10 m pour les mâles,.
Le calmar géant présente un dimorphisme sexuel. Le poids maximum est estimé à 275 kg pour les femelles et 150 kg pour les mâles.

### Morphologie générale

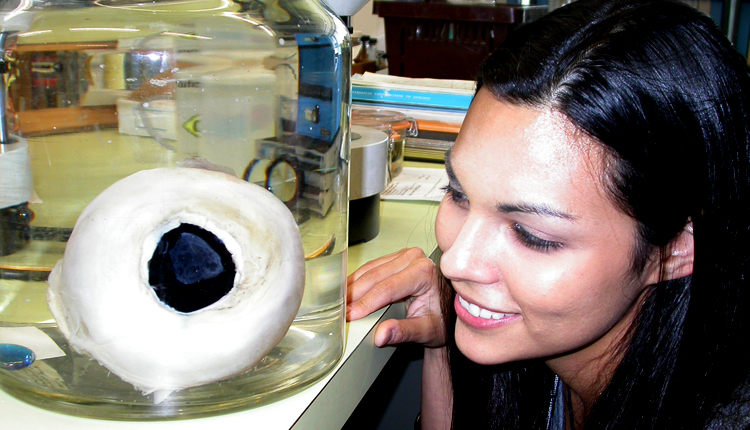
Œil de calmar géant dans du formol.

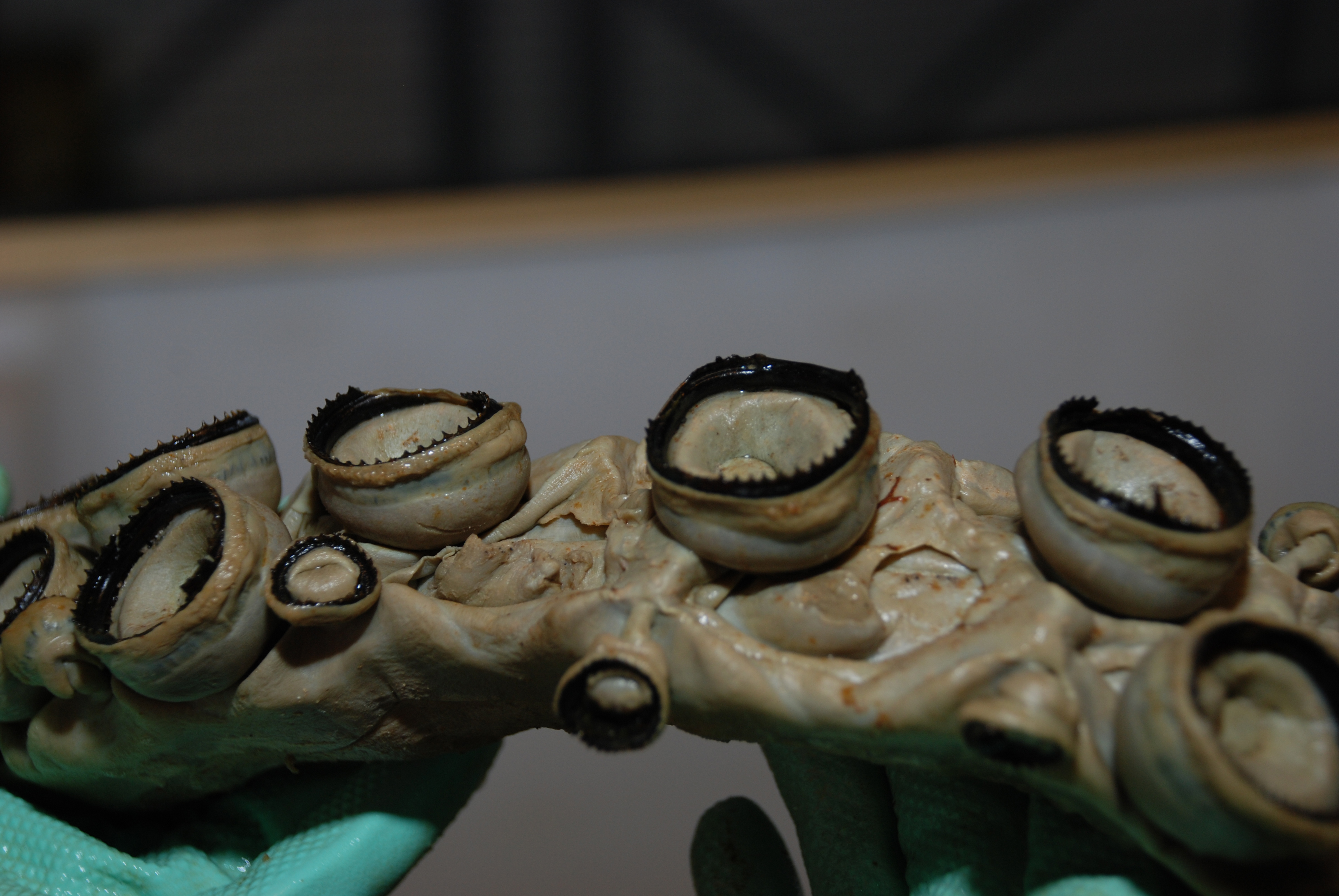
Détail des ventouses.

Espèce encore mystérieuse, ce céphalopode à la texture caoutchouteuse, possède la faculté d'allonger et de rétracter ses tentacules à volonté. À l'air libre, son corps se déforme au moindre contact.

## Écologie et comportement

### Cycle de vie et reproduction

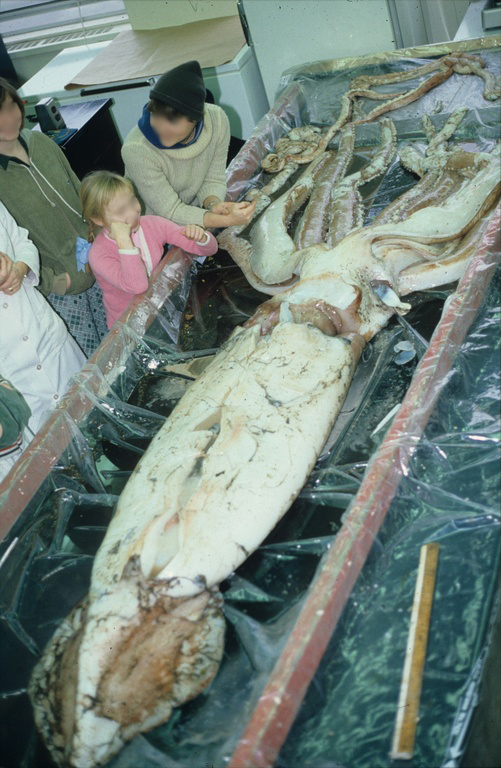
Calmar géant trouvé au large du Canada en 1980.

Les scientifiques en savent peu sur le cycle de reproduction du calmar géant. Il atteint sa maturité sexuelle à environ trois ans ; les mâles atteignent la maturité sexuelle à une taille plus petite que les femelles. Les femelles produisent de grandes quantités d’œufs, parfois plus de 5 kg, en moyenne de 0,5 à 1,4 mm de long et de 0,3 à 0,7 mm  de largeur. Les femelles ont un seul ovaire médian dans l'extrémité arrière de la cavité du manteau et appariés, oviductes alambiquées, où les œufs matures sortent par les glandes de l'oviducte, puis à travers les glandes nidamentaires. Comme chez d'autres calmars, ces glandes produisent une matière gélatineuse utilisée pour garder les œufs ensemble une fois qu'ils sont pondus.
Chez les mâles, comme chez la plupart des autres céphalopodes, le testicule postérieur produit des spermatozoïdes qui se déplacent dans un système complexe de glandes qui fabriquent les spermatophores. Ceux-ci sont stockés dans des sacs allongés, appelés sac de Needham, passant par le pénis d'où ils sont expulsés au cours de l'accouplement. Le pénis est préhensile, atteignant plus de 90 cm de long et se prolongeant à l'intérieur du manteau.
La façon dont le sperme est transféré à la masse d’œufs est très controversée, vu qu'au contraire de nombreux autres céphalopodes, le calmar géant n'a pas d'hectocotyle. Il peut être transféré dans des sacs de spermatophores que le mâle injecte dans les bras de la femelle. Un spécimen femelle trouvé en Tasmanie présentant une petite vrille fixée à la base de chaque bras suggère cette hypothèse,.
Pour en savoir plus sur son développement, des tentatives de maintien en captivité sont effectuées. En 2002, des juvéniles post-larves ont été découverts dans les eaux de surface au large de la Nouvelle-Zélande, mais ils n'ont pas survécu au voyage vers l'aquarium, faute d'alimentation adaptée.

## Systématique

### Taxonomie

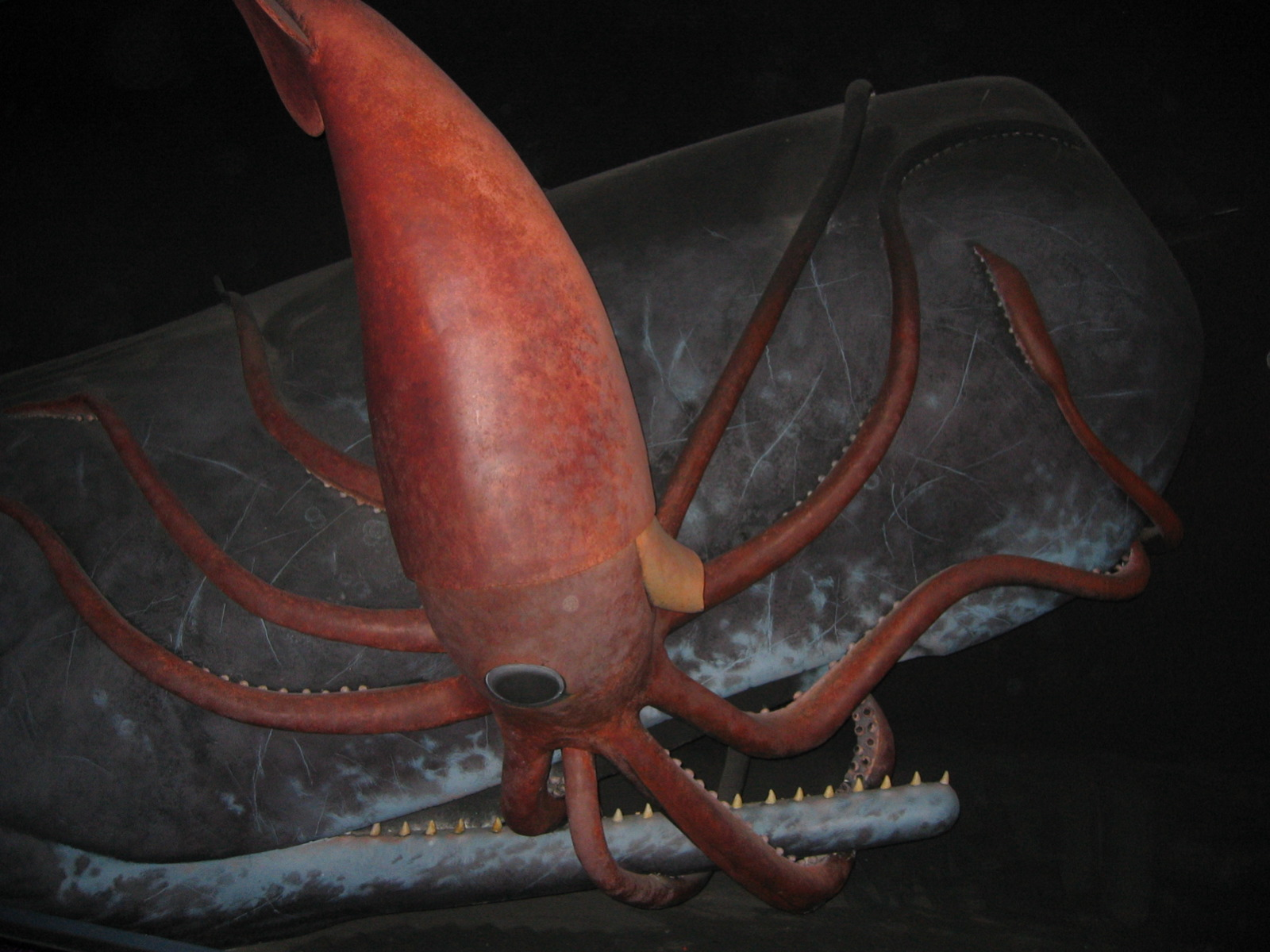
Cachalot et calmar géant dans un diorama à l'American Museum of Natural History.

Le calmar géant vit à des profondeurs qui dépassent les 500 mètres et ne se retrouve à la surface ou ne subit un échouage sur une plage qu'en de très rares occasions. À des époques reculées, les témoignages rapportant une rencontre avec de si étranges animaux ont donc dû être souvent étouffés dans l'incrédulité ou ont peut-être été à l'origine de croyances populaires, comme celle du kraken de la mythologie scandinave. Pourtant, au cours du XIXe siècle, avec le développement de la chasse aux cachalots et surtout avec l'augmentation du nombre d'expéditions scientifiques, des éléments de plus en plus concrets (sous forme de spécimens retrouvés lors d'échouages ou sous forme de restes alimentaires extraits d'estomacs de cachalots capturés) ont fini par prouver solidement l'existence de telles créatures. 

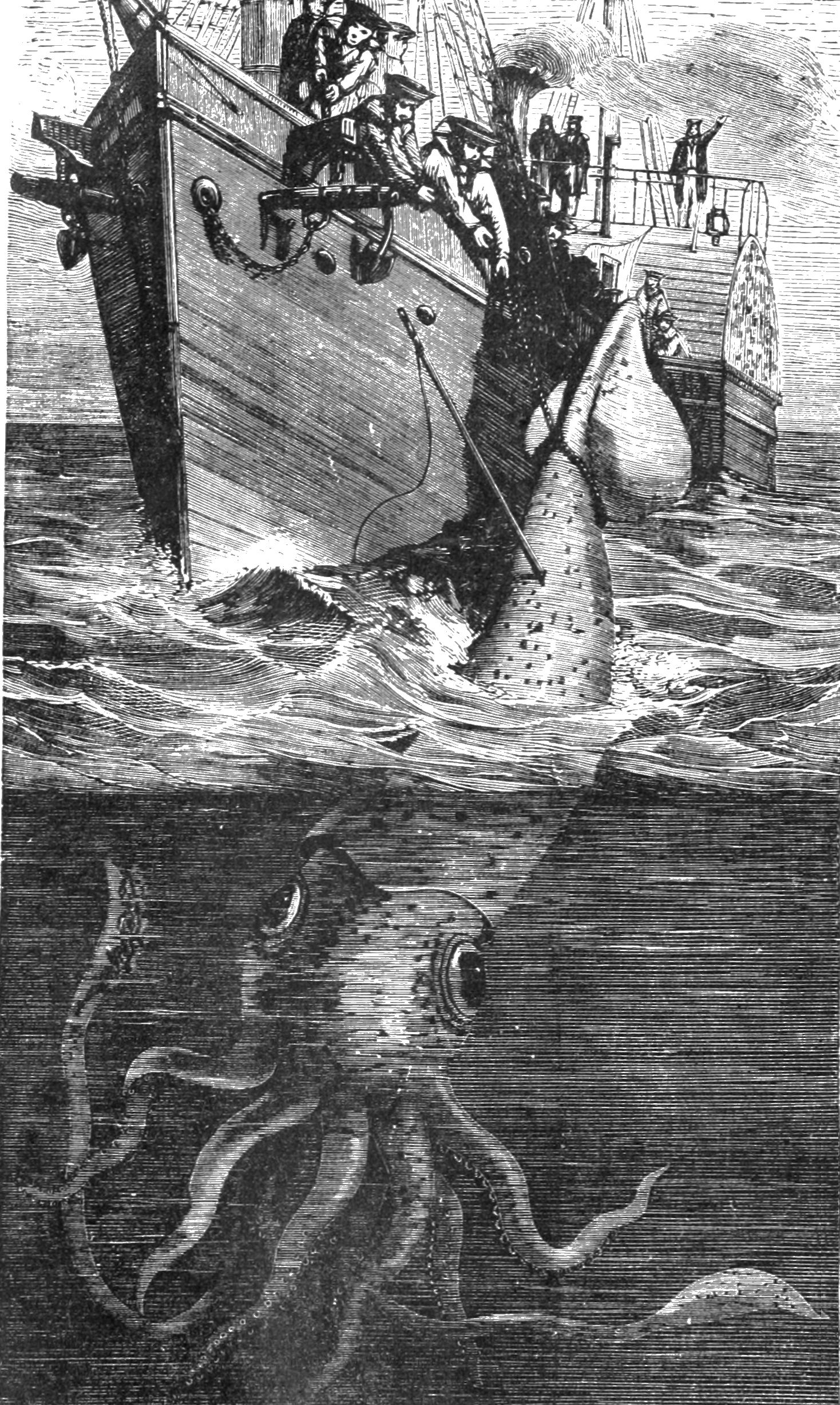
L'aviso Alecton tente de capturer un calmar géant dans les Canaries en 1861.

Le genre Architeuthis fut établi en 1857 avec la première description scientifique de calmar géant, celle du Danois Johan Japetus Steenstrup. Quatre ans plus tard, en 1861, l'équipage de l'aviso français Alecton, naviguant au large de Tenerife, aperçut en surface un calmar géant et essaya de le hisser à bord, sans succès. C'est en se fondant sur la découverte de cet exemplaire que Jules Verne décrivit dans Vingt mille lieues sous les mers « un calmar de dimensions colossales ayant 18 mètres de longueur ». D'autres témoignages et découvertes de spécimens échoués sont venus depuis compléter ceux du XIXe siècle.
L'observation de ces animaux ou de restes leur ayant appartenu est si sporadique et aléatoire que de nombreux noms binomiaux (une vingtaine) ont été proposés au fur et à mesure que des découvertes les concernant se produisaient, très souvent sans pouvoir déterminer s'il s'agissait des espèces déjà décrites.
En 2013, une étude de l'ADN mitochondrial menée par des chercheurs du Muséum d'histoire naturelle du Danemark suggère que tous les calmars géants appartiennent à une seule et unique espèce : Architeuthis dux,.
| Espèce | Genres |
| --- | --- |
| - Architeuthis hartingii (Verrill, 1875) - Architeuthis japonica Pfeffer, 1912 - Architeuthis kirkii Robson, 1887 - Architeuthis physeteris (Joubin, 1900) - Architeuthis sanctipauli (Velain, 1877) - Architeuthis verrilli Kirk, 1882 - Architeuthis martensi (Hilgendorf, 1880) - Architeuthis princeps - Architeuthis stockii (Kirk, 1882) | - Architeuthus Steenstrup, 1857 - Dinoteuthis More, 1875 - Dubioteuthis Joubin, 1900 - Megaloteuthis Kent, 1874 - Megateuthis Hilgendorf in Carus, 1880 - Megateuthus Hilgendorf, 1880 - Mouchezis Vélain, 1877 - Plectoteuthis Owen, 1881 - Steenstrupia Kirk, 1882 |

Les calmars géants ne sont pas de proches parents du calmar colossal. Bien que leurs dimensions soient gigantesques, leur anatomie et leur aire de répartition respectives sont très différentes.

## Observation dans le milieu naturel

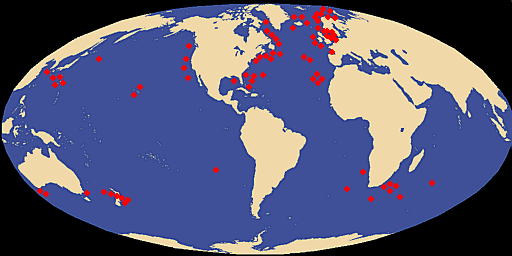
Répartition du calmar géant, basée sur les spécimens récupérés.

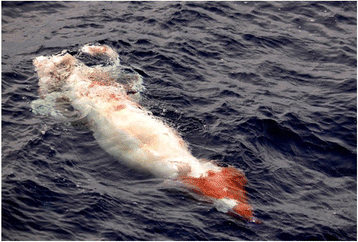
Cadavre observé près de la surface.

En septembre 2004, deux scientifiques japonais, Tsunemi Kubodera et Kyoichi Mori, sont parvenus à filmer un calmar géant à 900 mètres de profondeur au sud du Japon (premier pays consommateur de calmars) près de l'archipel d'Ogasawara (Pacifique Nord),. Leur découverte ne devait rien au hasard : les grands cachalots étant les principaux prédateurs de l’Architeuthis, les deux chercheurs japonais les ont observés à l'aide de capteurs et ont établi que les cétacés chassaient de jour entre 800 et 1 000 mètres de profondeur. Ils ont alors tendu des lignes verticales lestées et équipées d'un appareil photo numérique ; des appâts et des leurres olfactifs ont fait le reste.
En juillet 2012, Kubodera parvient au cours d'une plongée en sous-marin à observer et filmer un spécimen évoluant à 630 mètres sous la surface. Il parvient à l'accompagner en plongée jusqu'à 900 mètres de profondeur.
En décembre 2015, un calmar géant égaré dans la baie de Toyama, au Japon, a été découvert errant dans le port japonais. Il a été reconduit vers le large une semaine après sa découverte.
En juin 2019, un calmar géant est filmé dans le golfe du Mexique. C'est la première fois qu'un calmar géant est filmé dans les eaux américaines.

## Conservation et naturalisation

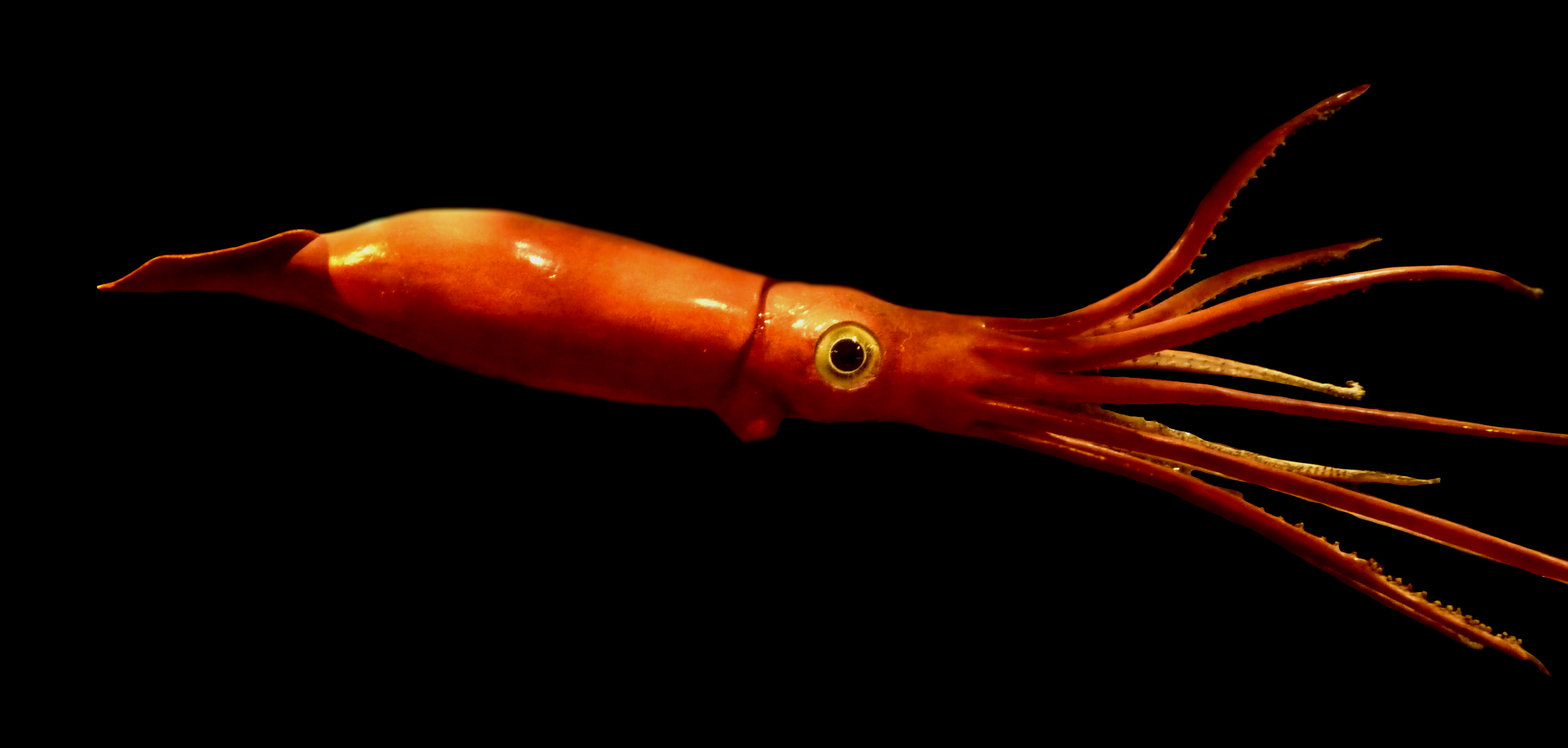
Wheke, le premier calmar géant naturalisé par plastination.

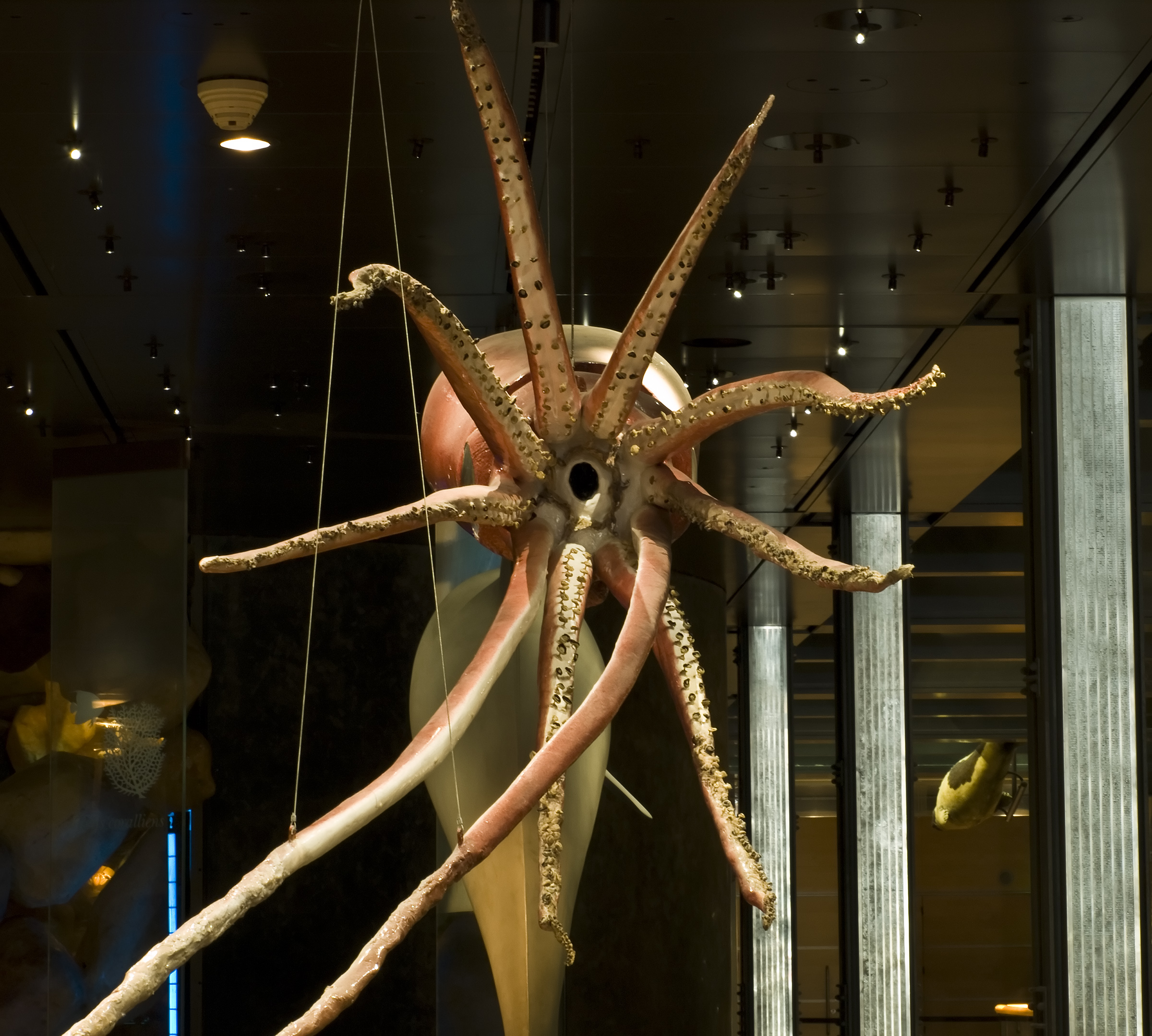
Vue frontale du calmar géant Wheke.

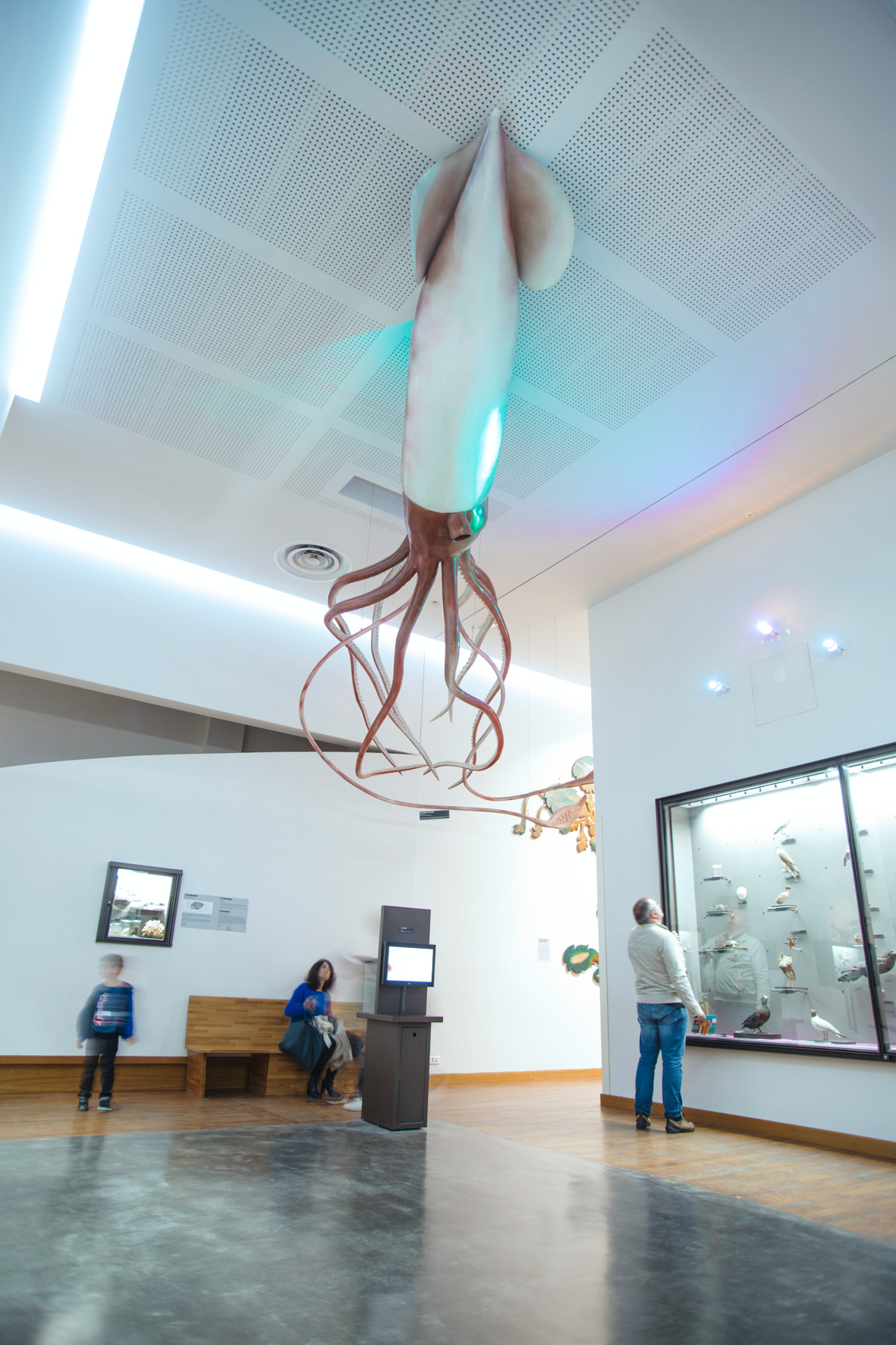
Maquette grandeur nature d'un calmar géant au Muséum-Aquarium de Nancy

Un exemplaire, pour l'instant le seul au monde, a pour la première fois été naturalisé en 2008. Avant que la biologie moléculaire suggère que la seule espèce valide est en réalité Architeuthis dux, ce spécimen avait été d'abord attribué à l'espèce Architeuthis sanctipauli. Il s'agit d'une femelle qui, en vie, mesurait 9 mètres de long et pesait 84 kg, et qui fut pêchée le 27 janvier 2000 à 615 mètres de profondeur au large de la Nouvelle-Zélande. Surnommée « Wheke » (d'après une légende maorie ; « Wheke » se prononce « féké » et signifie « calmar » en reo māori), elle a été offerte par le NIWA (National Institute of Water and Atmospheric Research (en)) néo-zélandais au Muséum national d'histoire naturelle de Paris, qui l'a transportée en Italie pour qu'un laboratoire spécialisé dans la plastination, VisDocta Research, la naturalise. Le procédé de plastination a consisté essentiellement à déshydrater le corps du calmar et à remplacer ses parties liquides par une résine durcissante qui lui a donné sa rigidité actuelle. Le processus de déshydratation a duré deux ans et demi et a fait rétrécir l'animal de 2,5 mètres, ce qui lui donne une longueur finale de 6,5 mètres. Les yeux et les pigments originaux ne pouvant pas être conservés, des yeux en verre ont été placés à la place des vrais yeux et une couche de peinture reconstituant la couleur naturelle du céphalopode a été appliquée. Arrivée à Paris le 25 mars 2008, Wheke est exposée au public à la grande galerie de l'Évolution depuis le 26 mars 2008, à l'endroit où se trouvait la maquette grandeur nature que le Muséum utilisait pour montrer au public ce à quoi ressemble un calmar géant. Cette dernière se trouve désormais au Muséum-aquarium de Nancy.